# Retrospective 3
Retrospective 3 es un álbum recopilatorio de la banda de rock canadiense Rush lanzado el 3 de marzo de 2009. El álbum es esencialmente una colección de canciones de las tercera y cuarta décadas de la banda (1989-2008), en los que estuvieron con Atlantic Records. El álbum está disponible en dos versiones. La versión de dos discos incluye un DVD de música y canciones en directo.

## Lista de canciones

### Disco 1 (CD)
1. "One Little Victory (remix)" - 5:11
2. "Dreamline" - 4:39
3. "Workin' Them Angels" - 4:48
4. "Presto" - 5:48
5. "Bravado" - 4:38
6. "Driven" - 4:29
7. "The Pass" - 4:53
8. "Animate" - 6:05
9. "Roll the Bones" - 5:32
10. "Ghost of a Chance (live)" - 5:51
11. "Nobody's Hero" - 4:56
12. "Leave That Thing Alone" - 4:08
13. "Earthshine (remix)" - 5:38
14. "Far Cry" - 5:18

### Origen de las canciones
- Pistas 4 y 7 de Presto (1989).
- Pistas 2, 5 y 9 de Roll the Bones (1991).
- Pista 10 inédita, originalmente en Roll the Bones (1991). Grabación en directo.
- Pistas 8, 11 y 12 de Counterparts (1993).
- Pista 6 de Test for Echo (1996).
- Pistas 1 y 13 originally from Vapor Trails (2002).
- Pistas 3 y 14 de Snakes & Arrows (2007).

### Disco 2 (DVD)
1. "Stick It Out"
2. "Nobody's Hero"
3. "Half the World"
4. "Driven"
5. "Roll the Bones"
6. "Show Don't Tell"
7. "The Pass"
8. "Superconductor"
9. "Far Cry"
10. "Malignant Narcissism"
11. "The Seeker (live)"
12. "Secret Touch (live)"
13. "Resist (live)"

Material extra: Entrevista y "Tom Sawyer" (en vivo)

### Origen de las canciones
- Pistas 6, 7 y 8 de Presto (1989).
- Pista 5 de Roll the Bones (1991).
- Pistas 1 y 2 de Counterparts (1993).
- Pistas 3 y 4 de Test for Echo (1996).
- Pistas 11 y 13 de R30 (2005).
- Pista 12 inédita, versión original de Vapor Trails (2002).  Grabada en Fráncfort del Meno, Alemania.
- Tracks 9 y 10 de Snakes & Arrows (2007).
- Pista adicional de "The Colbert Report"

## Personal
- Geddy Lee    - bajo, sintetizadores, Voz
- Alex Lifeson - guitarra eléctrica, guitarra acústica, sintetizadores
- Neil Peart   - batería, percusión